# Jan Blažek
Jan Blažek (ur. 20 marca 1988 w Trutnovie) – piłkarz czeski grający na pozycji napastnika. Od 2017 roku jest piłkarzem klubu FK Litomĕřicko.

## Kariera klubowa
Karierę piłkarską Blažek rozpoczynał w klubie FK Trutnov. Trenował także w SK Hradec Králové. Następnie w 2002 roku został zawodnikiem Slovana Liberec. W 2005 roku awansował do kadry pierwszej drużyny Slovana. 18 września 2005 zadebiutował w pierwszej lidze czeskiej w zremisowanym 1:1 wyjazdowym meczu z Baníkiem Ostrawa. 29 kwietnia 2006 strzelił swoją pierwszą bramkę w lidze, w meczu z FK SIAD Most (1:1). Wiosną 2006 wywalczył ze Slovanem mistrzostwo Czech.
Na początku 2008 roku Blažek został wypożyczony ze Slovana do Slavii Praga, w której zadebiutował 25 lutego 2008 w przegranym 1:2 wyjazdowym meczu z 1. FC Brno. W Slavii grał przez pół sezonu i następnie wrócił do Slovana. W Slovanie występował do końca 2009 roku.
W zimowym oknie transferowym 2010 roku Blažek przeszedł na zasadzie wypożyczenia do greckiej Larisy. Swój debiut w lidze greckiej zanotował 30 stycznia 2010 w spotkaniu wyjazdowym z PAS Janina (0:2).
W sezonie 2011/2012 grał w Slovanie i wywalczył z nim mistrzostwo Czech, a w jego rundzie wiosennej był wypożyczony do Slavii Praga. W 2013 roku został zawodnikiem Apollonu Smyrnis.
7 lutego 2014 roku podpisał roczny kontrakt z Podbeskidziem Bielsko-Biała. W sezonie 2014/2015 grał najpierw w Aiginiakos F.C., a następnie w Dukli Praga. Następnie kolejno grał w FK Slavoj Vyšehrad, BV Cloppenburg i MFK Frýdek-Místek. W 2017 przeszedł do FK Litomĕřicko.
| Sezon   | Klub                       | Kraj   | Rozgrywki          | Mecze | Bramki |
| ------- | -------------------------- | ------ | ------------------ | ----- | ------ |
| 2005/06 | Slovan Liberec             | Czechy | Gambrinus Liga     | 6     | 1      |
| 2006/07 | Slovan Liberec             | Czechy | Gambrinus Liga     | 24    | 6      |
| 2007/08 | Slovan Liberec             | Czechy | Gambrinus Liga     | 6     | 3      |
| 2007/08 | Slavia Praga               | Czechy | Gambrinus Liga     | 7     | 1      |
| 2008/09 | Slovan Liberec             | Czechy | Gambrinus Liga     | 26    | 6      |
| 2009/10 | Slovan Liberec             | Czechy | Gambrinus Liga     | 12    | 4      |
| 2009/10 | AE Larisa                  | Grecja | Alpha Ethniki      | 9     | 2      |
| 2010/11 | AE Larisa                  | Grecja | Alpha Ethniki      | 20    | 1      |
| 2011/12 | Slovan Liberec             | Czechy | Gambrinus Liga     | 5     | 0      |
| 2011/12 | Slavia Praga               | Czechy | Gambrinus Liga     | 14    | 2      |
| 2012/13 | Slovan Liberec             | Czechy | Gambrinus Liga     | 14    | 3      |
| 2013/14 | Apollon Smyrnis            | Grecja | Superleague Ellada | 5     | 0      |
| 2013/14 | Podbeskidzie Bielsko-Biała | Polska | Ekstraklasa        | 5     | 1      |
| 2014/15 | Aiginiakos F.C.            | Grecja | Beta Ethniki       | 2     | 0      |
| 2014/15 | Dukla Praga                | Czechy | Gambrinus Liga     | 8     | 0      |
| 2014/15 | FK Slavoj Vyšehrad         | Czechy | III liga           | 8     | 0      |
| 2015/16 | BV Cloppenburg             | Niemcy | Regionalliga       | 5     | 0      |
| 2016/17 | MFK Frýdek-Místek          | Czechy | II liga            | 2     | 0      |
| 2017/18 | FK Litomĕřicko             | Czechy | III liga           | 6     | 0      |

## Kariera reprezentacyjna
W swojej karierze Blažek grał w młodzieżowych reprezentacjach Czech: U-16, U-17, U-18, U-19 i U-21. W dorosłej reprezentacji Czech zadebiutował 15 listopada 2009 w zremisowanym 0:0 towarzyskim meczu ze Zjednoczonymi Emiratami Arabskimi.
| Mecze i gole w reprezentacji | Mecze i gole w reprezentacji | Mecze i gole w reprezentacji | Mecze i gole w reprezentacji | Mecze i gole w reprezentacji | Mecze i gole w reprezentacji | Mecze i gole w reprezentacji |
| #                            | Data                         | Stadion                      | Rywal                        | Wynik                        | Gol                          | Rozgrywki                    |
| 2009                         | 2009                         | 2009                         | 2009                         | 2009                         | 2009                         | 2009                         |
| ---------------------------- | ---------------------------- | ---------------------------- | ---------------------------- | ---------------------------- | ---------------------------- | ---------------------------- |
| 1.                           | 15.11.2009                   | Al-Ajn, ZEA                  | Zjednoczone Emiraty Arabskie | 0:0 k. 2:3                   | 0                            | towarzyski                   |
| 2.                           | 18.11.2009                   | Al-Ajn, ZEA                  | Azerbejdżan                  | 0:2                          | 0                            | towarzyski                   |
| 2010                         |                              |                              |                              |                              |                              |                              |
| 3.                           | 08.10.2010                   | Praga, Czechy                | Szkocja                      | 1:0                          | 0                            | el. ME 2012                  |